# Дзигони, Джанмарко
Джанма́рко Дзиго́ни (итал. Gianmarco Zigoni; род. 10 мая 1991, Верона) — итальянский футболист, нападающий. Сын футболиста Джанфранко Дзигони.

## Карьера
Воспитанник молодёжной команды «Тревизо», за которую забил более 200 голов. 26 января 2009 года дебютировал в первой команде клуба в итальянской Серии Б. В июне 2009 года подписал контракт с футбольным клубом «Милан».
Дебютировал в Серии A 28 марта 2010 года в матче 30-го тура против «Лацио», выйдя на замену на 77-й минуте вместо Филиппо Индзаги.
В 2009—2010 годах выступал за молодёжную сборную Италии (до 20 лет).

## Ранние годы
Дзигони родился в городе Верона, в семье Джанфранко Дзигони — бывшего нападающего «Ювентуса» и «Вероны» и правнука Пьерлуиджи Ронзона — бывшего полузащитника «Наполи».